# مولي غودمان
مولي غودمان (بالإنجليزية: Molly Goodman)‏ هي مجدفة أسترالية، ولدت في 19 فبراير 1993 في Rose Park, South Australia ‏ في أستراليا.

## وصلات خارجية
- مولي غودمان على موقع الاتحاد الدولي للتجديف (الإنجليزية)
- مولي غودمان على موقع الاتحاد الأسترالي للتجديف (الإنجليزية)
- مولي غودمان على موقع اللجنة الأولمبية الدولية (الإنجليزية)
- مولي غودمان على موقع أوليمبيديا (الإنجليزية)
- مولي غودمان على موقع اللجنة الأولمبية الأسترالية (الإنجليزية)